# Liu Fangzhou
Liu Fangzhou (Tianjin, 12 dicembre 1995) è una tennista cinese.

## Carriera
Nel circuito ITF ha vinto 6 titoli in singolare e 4 titoli in doppio.
Avviene il suo debutto nel circuito WTA nel 2014, dove riceve una wild-card per partecipare allo Shenzhen Open, in doppio, esibendosi insieme alla connazionale You Xiao-Di. La sua strada si ferma già al primo turno per mano delle poi future vincitrici del torneo Monica Niculescu e Klára Zakopalová in due set.

## Circuito WTA 125

### Singolare

#### Sconfitte (1)
| N. | Data           | Torneo                                              | Superficie | Avversaria in finale | Punteggio     |
| 1. | 27 luglio 2014 | Jiangxi International Women's Tennis Open, Nanchang | Cemento    | Peng Shuai           | 2-6, 6-3, 3-6 |

## Statistiche ITF

### Singolare

#### Vittorie (6)
| Torneo $100.000 (0) |
| Torneo $80.000 (0)  |
| Torneo $75.000 (0)  |
| Torneo $60.000 (0)  |
| Torneo $50.000 (1)  |
| Torneo $40.000 (0)  |
| Torneo $25.000 (1)  |
| Torneo $15.000 (3)  |
| Torneo $10.000 (1)  |

| N. | Data             | Torneo                                      | Superficie | Avversaria in finale | Punteggio     |
| 1. | 16 novembre 2014 | William Loud Bendigo International, Bendigo | Cemento    | Risa Ozaki           | 6-4, 6-3      |
| 2. | 13 marzo 2016    | Nanjing Ladies Open, Nanchino               | Cemento    | Tian Ran             | 6–3, 6–2      |
| 3. | 15 luglio 2018   | ITF Women's Circuit Tianjin, Tianjin        | Cemento    | Lu Jingjing          | 3-6, 6-3, 6-3 |
| 4. | 10 aprile 2022   | Egypt Women's Future, Sharm el-Sheikh       | Cemento    | Yang Yidi            | 6–2, 7-6(5)   |
| 5. | 15 maggio 2022   | Magic Tours, Monastir                       | Cemento    | Ayumi Koshiishi      | 6-4, 7-5      |
| 6. | 26 marzo 2023    | Magic Tours, Monastir                       | Cemento    | Martina Spigarelli   | 6-2, 6-3      |

#### Sconfitte (21)
| Torneo $100.000 (1) |
| Torneo $80.000 (0)  |
| Torneo $75.000 (0)  |
| Torneo $60.000 (4)  |
| Torneo $50.000 (1)  |
| Torneo $40.000 (0)  |
| Torneo $25.000 (9)  |
| Torneo $15.000 (3)  |
| Torneo $10.000 (3)  |

| N.  | Data              | Torneo                                                | Superficie  | Avversaria in finale | Punteggio        |
| 1.  | 24 marzo 2012     | Kofu International Open Tennis, Kōfu                  | Cemento     | Hiroko Kuwata        | 4-6, 6-4, 6(7)-7 |
| 2.  | 26 maggio 2013    | Goyang Women's Open, Goyang                           | Cemento     | Duan Yingying        | 3-6, 4-6         |
| 3.  | 23 febbraio 2014  | Chang ITF Thailand Pro Circuit Nonthaburi, Nonthaburi | Cemento     | Zhang Ling           | 3–6, 3–6         |
| 4.  | 30 marzo 2014     | ITF Women's Circuit Shenzhen, Shenzhen                | Cemento     | Chan Chin-wei        | 6–2, 3–6, 3–6    |
| 5.  | 27 marzo 2016     | Blossom Cup, Quanzhou                                 | Cemento     | Wang Qiang           | 2-6, 2-6         |
| 6.  | 18 aprile 2016    | ITF Women's Circuit Nanning, Nanning                  | Cemento     | Zhang Kailin         | 4-6, 4-6         |
| 7.  | 17 luglio 2016    | Qujing Open, Qujing                                   | Cemento     | Nigina Abduraimova   | 5-7, 3-6         |
| 8.  | 14 agosto 2016    | ITF Women's Circuit Naiman, Naiman                    | Cemento (i) | Han Xinyun           | 4-6, 3-6         |
| 9.  | 2 aprile 2017     | Blossom Cup, Quanzhou                                 | Cemento     | Zheng Saisai         | 2-6, 3-6         |
| 10. | 4 giugno 2017     | Wuhan City Vocational College Cup, Wuhan              | Cemento     | Jovana Jakšić        | 0-6, 6-3, 2-6    |
| 11. | 12 novembre 2017  | Shenzhen Longhua Open, Shenzhen                       | Cemento     | Carol Zhao           | 5-7, 2-6         |
| 12. | 28 aprile 2018    | Blossom Cup, Quanzhou                                 | Cemento     | Zheng Saisai         | 3-6, 1-6         |
| 13. | 13 maggio 2018    | Jin'an Open, Lu'an                                    | Cemento     | Zhu Lin              | 0-6, 2-6         |
| 14. | 17 marzo 2019     | Pingshan Open, Shenzhen                               | Cemento     | Clara Tauson         | 4-6, 3-6         |
| 15. | 27 marzo 2022     | Egypt Women's Future, Sharm el-Sheikh                 | Cemento     | Marija Tkačeva       | 4-6, 2-6         |
| 16. | 26 febbraio 2023  | Magic Tours, Monastir                                 | Cemento     | Dejana Radanović     | 7-6(4), 3-6, 2-6 |
| 17. | 17 settembre 2023 | Guiyang Open, Guiyang                                 | Cemento     | Guo Hanyu            | 5-7, 6-2, 4-6    |
| 18. | 14 luglio 2024    | Tianjin Open, Tianjin                                 | Cemento     | Hina Inoue           | 4-6, 3-6         |
| 19. | 28 luglio 2024    | Naiman Open, Tongliao                                 | Cemento     | Li Zongyu            | 6-4, 2-6, 4-6    |
| 20. | 1º giugno 2025    | China Women's Maanshan, Maanshan                      | Cemento (i) | Guo Meiqi            | 3-5 rit.         |
| 21. | 15 giugno 2025    | China Women's Luzhou, Luzhou                          | Cemento     | Janice Tjen          | 0-6, 4-6         |

### Doppio

#### Vittorie (4)
| Torneo $100.000 (0) |
| Torneo $80.000 (0)  |
| Torneo $75.000 (0)  |
| Torneo $60.000 (0)  |
| Torneo $50.000 (0)  |
| Torneo $40.000 (0)  |
| Torneo $25.000 (2)  |
| Torneo $15.000 (2)  |
| Torneo $10.000 (0)  |

| N. | Data             | Torneo                                          | Superficie | Compagna      | Avversarie in finale                    | Punteggio            |
| 1. | 7 maggio 2022    | Magic Tours, Monastir                           | Cemento    | Erika Sema    | Nigina Abduraimova Aleksandra Pospelova | 6-3, 6-2             |
| 2. | 18 febbraio 2023 | Magic Tours, Monastir                           | Cemento    | Lee Ya-hsin   | Fernanda Labraña Elena Milovanović      | 6-3, 7-6(12)         |
| 3. | 4 marzo 2023     | Magic Tours, Monastir                           | Cemento    | Naho Sato     | Eleni Christofi Paris Corley            | 6-4, 6-1             |
| 4. | 24 febbraio 2024 | Latrobe City Traralgon International, Traralgon | Cemento    | Mana Kawamura | Sayaka Ishii Lanlana Tararudee          | 6(4)-7, 6-3, [13-11] |

#### Sconfitte (4)
| Torneo $100.000 (0) |
| Torneo $80.000 (0)  |
| Torneo $75.000 (0)  |
| Torneo $60.000 (0)  |
| Torneo $50.000 (0)  |
| Torneo $40.000 (1)  |
| Torneo $25.000 (1)  |
| Torneo $15.000 (2)  |
| Torneo $10.000 (0)  |

| N. | Data              | Torneo                                         | Superficie | Compagna      | Avversarie in finale              | Punteggio           |
| 1. | 26 settembre 2016 | Brisbane Tennis International, Brisbane        | Cemento    | Julia Glushko | Naiktha Bains Abigail Tere-Apisah | 7-6(4), 2-6, [3-10] |
| 2. | 14 maggio 2022    | Magic Tours, Monastir                          | Cemento    | Wang Meiling  | Kristina Paskauskas Wei Sijia     | 3-6, 6(4)-7         |
| 3. | 18 giugno 2022    | ITF Chiang Rai Women's Tennis Tour, Chiang Rai | Cemento    | Xun Fangying  | Anri Nagata Naho Sato             | 2-6, 4-6            |
| 4. | 31 agosto 2024    | Jinan Open, Jinan                              | Cemento    | Feng Shuo     | Guo Meiqi Xiao Zhenghua           | 3-6, 6-1, [5-10]    |